# Wilhelm August Stryowski
Wilhelm August Stryowski (Striowski, Strijowski, Striyowski, Stryjowski, Stryjewski) (ur. 23 grudnia 1834 w Gdańsku, zm. 3 lutego 1917 w Essen) – gdański artysta malarz, muzealnik i pedagog.

## Życiorys
Był synem rzeźnika Ludwiga Augusta i Julianny Wilhelminy z domu Franz. Malowanie rozpoczął pod kierunkiem wuja Karola Dawida Franza, portrecisty. Był uczniem Johanna Carla Schultza w gdańskiej Kunst und Handwerksschule. Dzięki stypendium studiował w latach 1852–1856 na Akademii Sztuk Pięknych w Düsseldorfie, pod kierunkiem Wilhelma von Schadowa. Po ukończeniu studiów i zwyczajowej podróży po zachodniej Europie wrócił do Gdańska, gdzie szybko zdobył uznanie. Specjalizował się w obrazach rodzajowych, a szczególnym zainteresowaniem darzył flisaków i Żydów. W poszukiwaniu tematów jeździł do Małopolski, gdzie nawiązał kontakty z polskimi malarzami. Uczestniczył również w wystawach w Krakowie. W 1872 był współzałożycielem Muzeum Miejskiego w pofranciszkańskim klasztorze (obecnie: Muzeum Narodowe w Gdańsku). W 1880 został kustoszem gdańskiego muzeum. W latach 1873–1912 był wykładowcą w gdańskiej Królewskiej Szkole Sztuk Pięknych i Rzemiosł Artystycznych. W 1893 uzyskał nominację na profesora.
Przez większą część życia mieszkał na gdańskim Zaroślaku. Od 1878 był żonaty z Clarą Baedeker. Częściowo sparaliżowany, w 1913 wyjechał z żoną do córki do Essen, gdzie w 1917 zmarł. Zgodnie z ostatnią wolą został pochowany na gdańskim (miejscowym) cmentarzu Salvator. Jest patronem ulicy na gdańskich Stogach (ul. Wilhelma Stryjewskiego).

## Niektóre tytuły obrazów

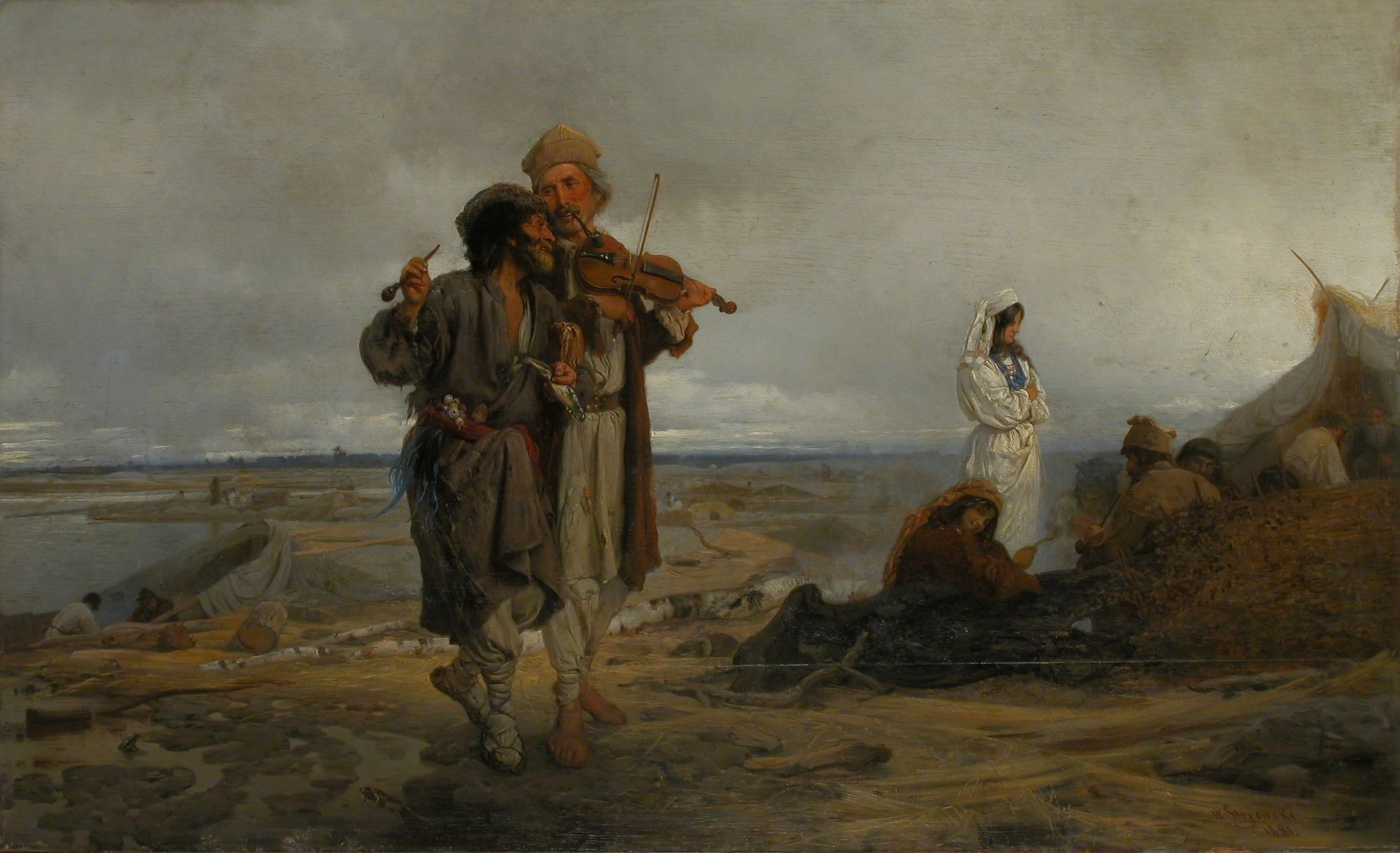
Flisacy nad Wisłą, 1881

- "Flisacy na Wiśle", olej na płótnie, wymiary: 97 x 133 cm
- "Obóz flisaków nad Wisłą"
- "Obóz flisaków pod Gdańskiem" ok. 1860, Muzeum Narodowe w Gdańsku
- "Szlachta polska w Gdańsku", olej na płótnie, wymiary: 99 x 84 cm, ok. 1900, Muzeum Narodowe w Gdańsku
- "Freitag rzeźbiący popiersie Heweliusza", 1870, olej na płótnie, wymiary: 61,5 x 80 cm